# Remeš
Remeš (francouzsky Reims [rens], latinsky Durocortorum) je historické město v severovýchodní Francii, asi 150 km severovýchodně od Paříže. Leží v podprefektuře Remeš, v  departementu Marne, v regionu Grand Est. Žije zde přibližně 178 tisíc obyvatel. Město je sídlem arcibiskupa a od roku 1969 také univerzity. Je výrobním centrem šampaňského vína, textilu, potravin a výstroje pro kosmické lety. Dějiny města sahají do doby Římské říše.

## Geografická poloha
Remeš leží v centru oblasti Champagne, která zabírá východní, plochou část Pařížské pánve. Město se nachází v rovině, na pravém břehu řeky Vesle, přítoku Aisne a na kanálu, který Aisne spojuje s řekou Marnou. Na jihu a na západě se zvedají hory Montagne de Reims (Remešské pohoří). V okolí se nacházejí rozsáhlé vinice, které rodí hrozny pro výrobu šampaňského.
Sousední obce: Saint-Brice-Courcelles, Courcy, Bétheny, Tinqueux, Cernay-les-Reims, Bezannes, Champfleury a Cormontreuil.

## Historie

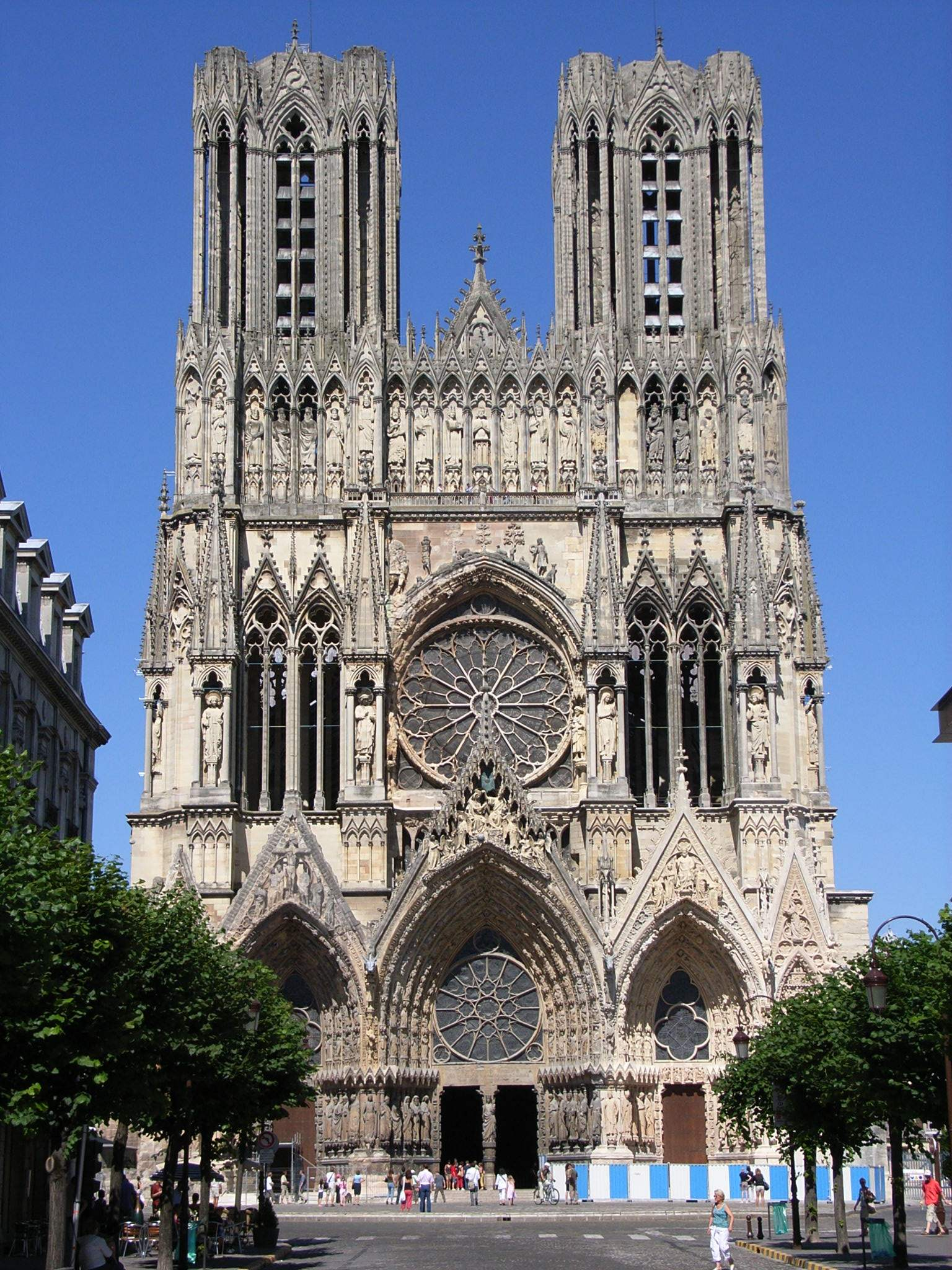
Katedrála Notre-Dame de Reims

Dnešní oblast Champagne byla osídlena už v době bronzové keltskými kmeny Belgů, kteří zde kolem roku 80 př. n. l. založili osadu Durocorter. Po dobytí Galie Juliem Caesarem se zdejší Rémové přidali na stranu Římanů a Durocortorum se stalo hlavním městem belgické provincie. Ve 3. století zde vznikla křesťanská osada a biskupství. Biskup Nicasus, který zde vystavěl kostel, byl zabit Vandaly roku 401.
Patrně roku 496, po vítězství nad Alamany v bitvě u Tolbiaka, se zde nechal biskupem Remigiem pokřtít franský král Chlodvík I. (Clovis I.) se svými bojovníky. Tím začíná pokřesťanštění Franků a budování pozdější Francie. Na tuto tradici navázali později francouzští králové a Remeš se stala jejich korunovačním městem. Karel Veliký se tu setkal se dvěma papeži a roku 816 zde byl korunován jeho syn Ludvík Pobožný. Od roku 1139 jsou v Remeši doložena městská práva.

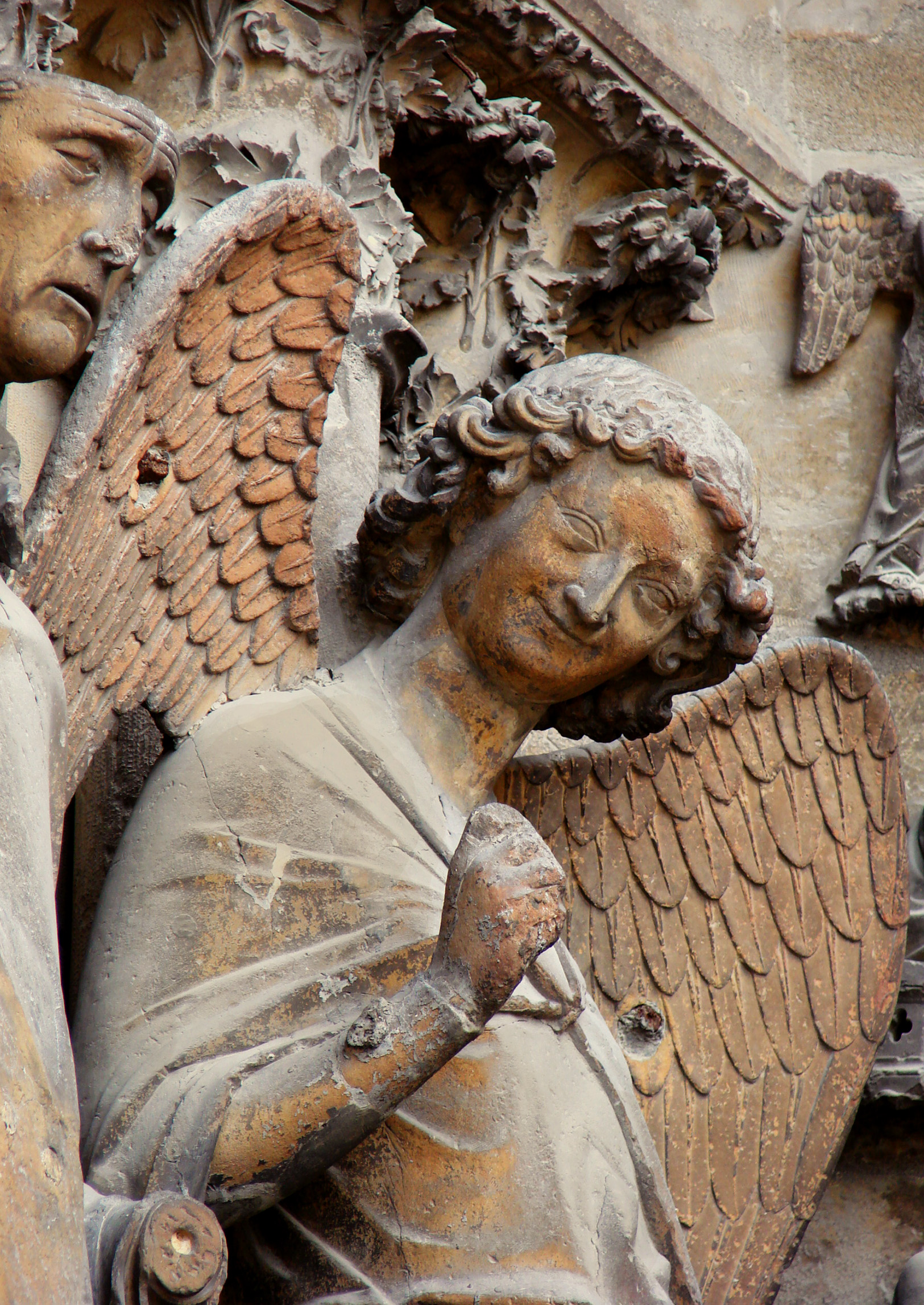
Anděl v Remeši ze 13. století

Po střetech s karolinským králem Lotharem I. se remešský arcibiskup Adalbero spolu s pozdějším papežem Gerbertem z Aurillacu zasadil o to, aby se franským králem stal roku 987 Hugo Kapet, zakladatel dynastie, jež ve Francii vládla až do roku 1848. Adalbero se přičinil také o to, aby se Remeš stala významným centrem vzdělanosti.
Po vítězstvích nad Angličany přivedla Johanka z Arku roku 1429 krále Karla VII. do Remeše ke slavnostní korunovaci, což mělo velký symbolický význam a podpořilo autoritu francouzských králů. Za náboženských válek byla Remeš na katolické straně, podřídila se však roku 1590 králi Jindřichu IV. Bohatství města pak spočívalo hlavně na soukenictví a textilu.

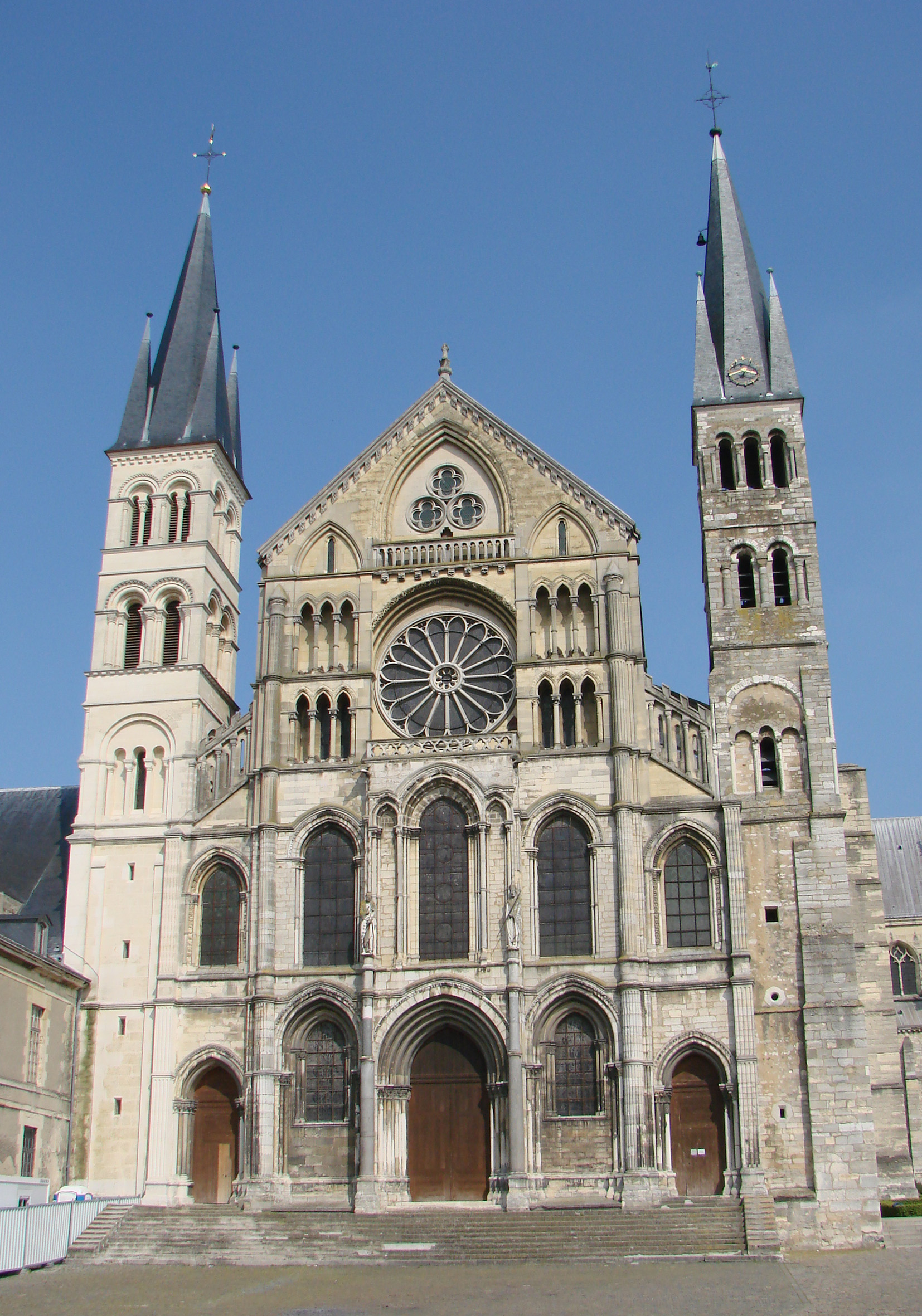
Basilika Saint-Rémi

Za revoluce roku 1792 byly remešské kostely poničeny a Napoleon Bonaparte se dal korunovat v Paříži, aby se odlišil od francouzských králů. Roku 1854 se Remeš připojila k železnici a začalo období průmyslového růstu. Za první světové války byla Remeš dlouho v blízkosti fronty, stotisícové město bylo evakuováno a z velké části zničeno dělostřeleckým bombardováním. Dne 1. srpna 1918 byly rozstříleny oba hlavní kostely a poválečná obnova města trvala velmi dlouho.
Dne 7. května 1945 v generálním štábu generála Dwighta D. Eisenhowera podepsal generál Alfred Jodl bezpodmínečnou kapitulaci Německa. Protokol o bezpodmínečné kapitulaci v ten den nebyl podepsán žádným z představitelů Velké Británie. Protokol podepsali americký generálporučík Walter Bedell Smith, sovětský generálmajor Ivan Susloparov a francouzský sborový generál Francois Sevez. 
Roku 1962 se v Remeši setkal prezident Charles de Gaulle s německým prezidentem Konrádem Adenauerem na znamení francouzsko-německého smíření. Roku 1969 byla založena remešská univerzita a roku 1991 byly hlavní remešské památky vyhlášeny součástí světového dědictví UNESCO.

## Stavební památky

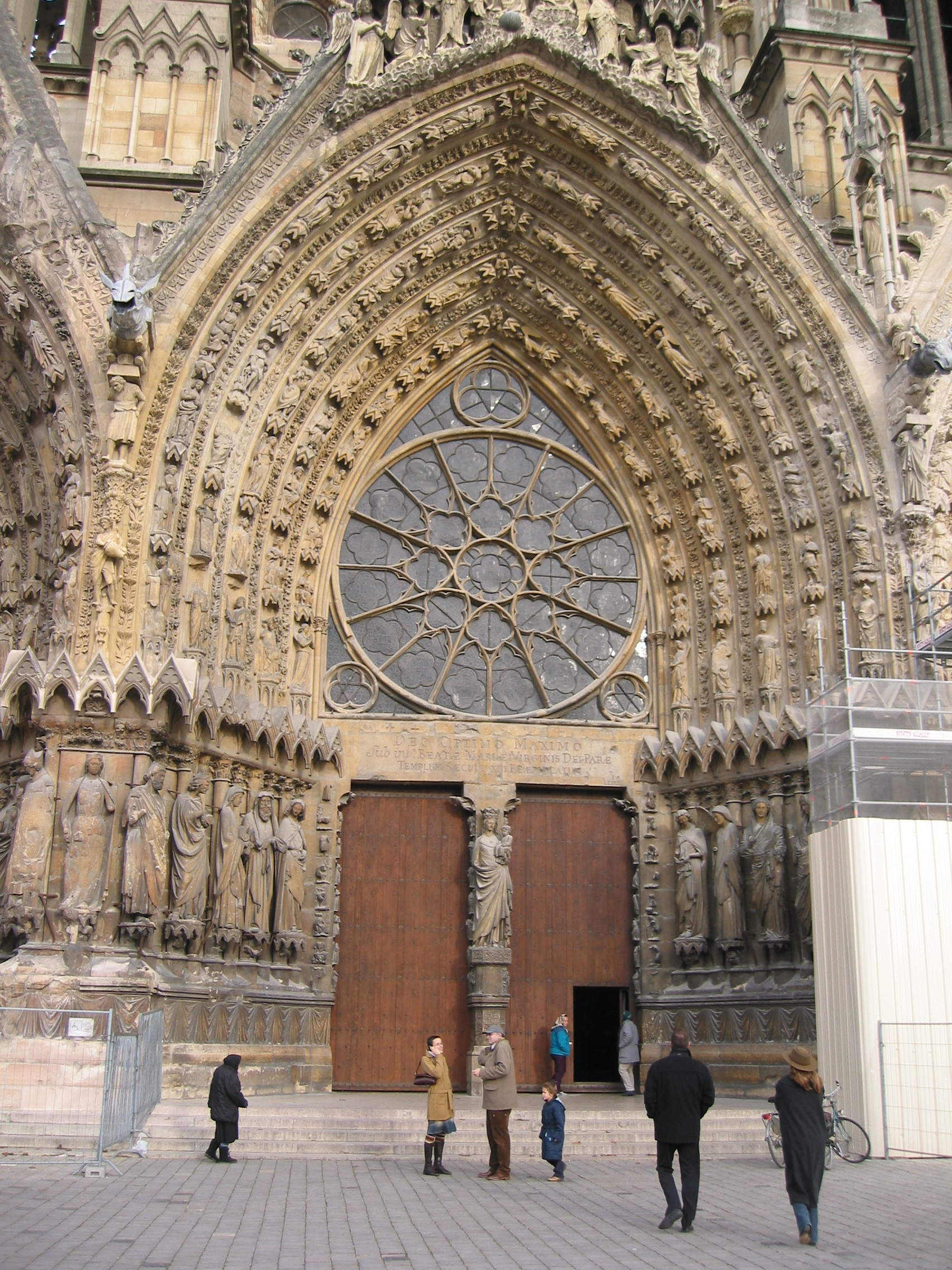
Katedrála v Remeši – hlavní portál ze 13. století

- Katedrála Notre-Dame je jedna z nejvýznamnějších církevních staveb ve Francii a vrcholné gotiky vůbec. Vyniká čistotou slohu a nesmírně bohatou sochařskou výzdobou ze 13. století. Od 12. do 19. století zde byli korunováni francouzští králové. Od roku 1991 je spolu se sousedícím Palais du Tau a bazilikou svatého Remigia (Saint-Rémi) součástí světového dědictví Unesco.

- Nejvýznamnější náměstí v Remeši jsou Place Royale (Královské náměstí) se sochou Ludvíka XV., Place du Parvis se sochou Johanky z Arku. Nejdůležitější třídou je Rue de Vesle, která protíná město od jihozápadu k severovýchodu a křižuje přitom Place Royale.

- Z římského starověku se zachoval vítězný oblouk Martova brána (la Porte de Mars) ze 3. století, 33 metrů dlouhý a 13 metrů vysoký. Až do 16. století byl částí městských hradeb a sloužil jako brána.

- Palác Tau (Palais du Tau – název podle půdorysu v podobě řeckého písmene tau) je arcibiskupský palác v sousedství katedrály, vystavěný v letech 1498 až 1509 na místě římské villy a středověkého paláce, který poskytoval přístřeší francouzským králům během jejich korunovační cesty. Ze starší stavby se zachovala kaple z roku 1207. Jinak je palác pozoruhodný velkým krbem v hlavním sále (Salle du Tau) z 15. století. Kaple a hlavní sál jsou vyzdobeny nástěnnými koberci ze 17. století.

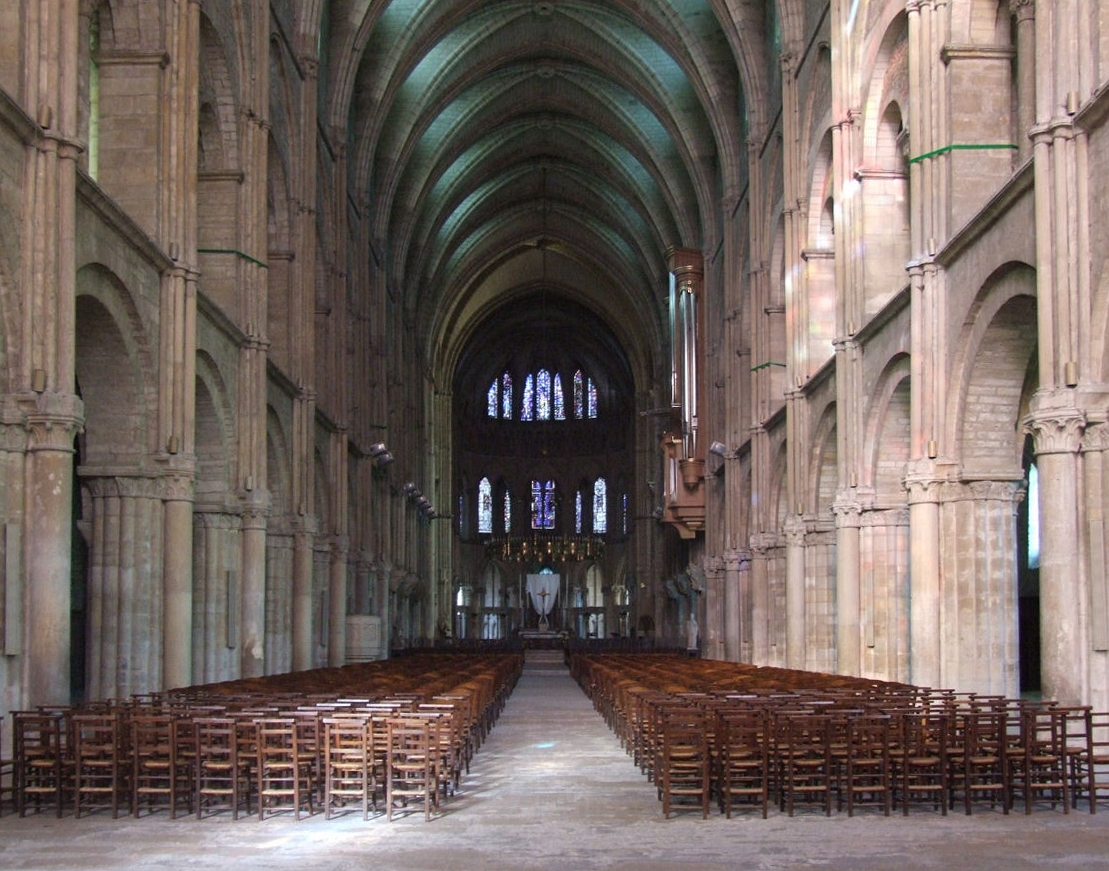
Interiér basiliky Saint-Rémi

- Basilika sv. Remigia, románsko-gotická stavba z 11.-12. století, téměř stejně velká jako katedrála, jež patřila k jednomu z nejdůležitějších francouzských opatství. Během francouzské revoluce byla bazilika vypleněna a roku 1918 poškozena dělostřeleckou palbou, přesto se v chóru zachovala barevná okna ze 12. století. V sousední budově bývalého kláštera je archeologické muzeum.
- Hotel des Fermes, sídlo prefektury
- gallsko-římské kryptové sloupoví
- Hotel le Vergeur s muzeem staré Remeše, z 13. až 16. století
- kaple malíře Foujity z roku 1964

## Slavní rodáci
- Guillaume de Machaut (c.1300–1377), francouzský básník a hudební skladatel[2]
- Jean-Baptiste Colbert (1619–1683), francouzský správní úředník, politik, osobní sekretář kardinála Mazarina, ministr financí[3]
- Jean-Baptiste Drouet (1765–1844), francouzský generál a maršál Francie[4]
- Paul Fort (1872–1960), francouzský básník a dramatik[5]
- Maurice Halbwachs (1877–1945), francouzský filozof a sociolog[6]
- Albert Batteux (1919–2003), francouzský fotbalista a fotbalový trenér[7]
- Robert Pirès (* 1973), bývalý francouzský fotbalový záložník[8]
- Pauline Ferrand-Prévotová (* 1992), francouzská cyklistka[9]

## Demografie
Počet obyvatel

## Vzdělání
- Université de Reims Champagne-Ardenne (URCA), založená roku 1548 s asi 18 tisíci studenty převážně bakalářského studia
- Institut d'études politiques de Paris (Sciences Po) má od roku 2010 kampus v Remeši s více než 1500 studenty programů zaměřených na Afriku a Ameriku
- NEOMA Business School

## Sport
V Remeši sídlí fotbalový klub Stade de Reims.
Také mezi lety 1926 až 1972, se blízko nacházel okruh pojmenovaný po městě, Reims-Gueux

## Partnerská města
- Arlington, Virginie, USA, 2005

- Brazzaville, Republika Kongo, 1961
- Cáchy, Německo, 1967
- Canterbury, Spojené království, 1962
- Florencie, Itálie, 1954
- Kutná Hora, Česko, 2008
- Salcburk, Rakousko, 1964